# Kisnyárád
Kisnyárád es pueblo ubicado en el distrito de Mohács, en el condado de Baranya, Hungría. Tiene una población estimada, en 2023, de 158 habitantes.

## Superficie
Posee una superficie de 9,03 kilómetros cuadrados.